# Olga Łobincewa
Olga Wasiljewna Łobincewa (ros. Ольга Васильевна Лобинцева, ur. 27 maja 1977 w Kurczatowie) – rosyjska florecistka, dwukrotna medalistka mistrzostw świata.
Podczas mistrzostw świata w Nîmes w 2001 roku Rosjanki w składzie: Jekatierina Juszewa, Swietłana Bojko, Olga Łobincewa i Julija Chakimowa zdobyły srebro w zawodach drużynowych. Na rozgrywanych rok później mistrzostwach świata w Lizbonie w tej samej konkurencji zdobyła złoto.
Zdobyła ponadto złoty medal drużynowo na mistrzostwach Europy w Kijowie (2008) oraz srebrny drużynowo na mistrzostwach Europy w Płowdiwie (2009).
Nigdy nie wzięła udziału w igrzyskach olimpijskich.